# Eudesmeola pullaria
Eudesmeola pullaria là một loài bướm đêm trong họ Noctuidae.